# Dekanat Brzozów
Dekanat Brzozów – dekanat archidiecezji przemyskiej, w archiprezbiteracie sanockim.

## Historia
W 1746 roku bp Wacław Hieronim Sierakowski utworzył dekanat brzozowski, z wydzielonego terytorium dekanatu sanockiego. W skład nowego dekanatu weszły parafie: Brzozów, Blizne, Domaradz, Dydnia, Grabownica, Golcowa, Humniska, Jaćmierz, Jasienica, Jasionów, Przysietnica, Strachocina.
W 1785 roku w wyniku reform józefińskich przeprowadzonych przez zaborców austriackich, w skład dekanatu weszły parafie: Brzozów, Bachórzec, Blizne, Domaradz, Dubiecko, Dylągowa, Dynów, Golcowa, Harta, Izdebki, Jasienica, Łubno, Nozdrzec, Przysietnica, Wesoła. Natomiast parafie: Dydnia, Grabownica, Humniska, Jaćmierz, Jasionów, Strachocina powróciły do dekanatu sanockiego. 
W 1938 roku w skład dekanatu wchodziły parafie: Brzozów, Blizne, Domaradz, Golcowa, Gwoźnica Górna, Hłudno, Humniska, Izdebki, Jasienica Rosielna, Przysietnica, Stara Wieś, dziekanem dekanatu był ks. Gerard Kielar.
Dziekanem jest ks. prał. Franciszek Goch.

## Parafie
- Brzozów – pw. Przemienienia Pańskiego
- Górki – pw. Matki Bożej Wspomożycielki Wiernych
  - Wola Górecka – kościół filialny pw. Matki Bożej Nieustającej Pomocy
- Humniska - Krzyżówka – pw. Niepokalanego Poczęcia Najświętszej Maryi Panny
- Izdebki – pw. Zwiastowania Najświętszej Maryi Panny
  - Rudawiec – kościół filialny pw. Matki Bożej Królowej Polski
- Przysietnica – pw. św. Marcina
  - Przysietnica Górna – kościół filialny pw. św. Józefa
- Stara Wieś – pw. Wniebowzięcia Najświętszej Maryi Panny (Jezuici)
  - Stara Wieś  – kościół filialny pw. Trzech Króli
- Turze Pole – pw. Miłosierdzia Bożego
- Zmiennica – pw. Trójcy Przenajświętszej

## Zgromadzenia zakonne
- Stara Wieś – xx. Jezuici (1821)
- Stara Wieś – ss. Służebniczki starowiejskie, dom generalny z nowicjatem (1863)
- Brzozów Zdrój – ss. Służebniczki starowiejskie (1927)
- Brzozów – ss. Służebniczki starowiejskie (1937)
- Humniska – ss. Służebniczki starowiejskie (1930)